# Майер, Эгон
Эгон Майер (нем. Egon Mayer; 19 августа 1917, Констанц — 2 марта 1944, Монмеди) — немецкий лётчик-ас Второй мировой войны, подполковник (оберст-лейтенант) люфтваффе, командир 2-й истребительной эскадры «Рихтхофен» (Jagdgeschwader 2). Совершил 353 боевых вылета, в которых одержал 102 воздушные победы: в частности, им были сбиты 26 четырёхмоторных бомбардировщиков, 51 истребитель «Спитфайр» и 12 истребителей P-47 «Тандерболт». Является первым асом-истребителем, одержавшим 100 побед исключительно на Западноевропейском театре военных действий Второй мировой войны.
Уроженец Констанца, Майер добровольцем отправился на воинскую службу в люфтваффе в 1937 году. После прохождения учёбы в 1939 году он был направлен во II-ю группу 2-й истребительной эскадры «Рихтхофен» (Jagdgeschwader 2). Участвовал в боях во Франции, первую победу одержал 13 июня 1940 года. В июне 1941 года назначен командиром 7-й эскадрильи 2-й истребительной эскадры (нем. 7./JG 2), а 1 августа 1941 года, после одержанной 21-й победы, был награждён Рыцарским крестом Железного креста. 16 июля 1942 года, одержав ещё 16 побед, был награждён Немецким крестом в золоте. С ноября 1942 года — командир III-й группы все той же 2-й истребительной эскадры (нем. III./JG 2).
23 ноября 1942 года Майер одержал первые победы над самолётами американской авиации, сбив четырёхмоторные бомбардировщики — два B-17 и один B-24. Взаимодействуя вместе с другим асом Георгом-Петером Эдером, Майер использовал тактику лобовой атаки в качестве наиболее эффективного средства борьбы против союзных дневных бомбардировочных боевых коробок. 16 апреля 1943 года он был награждён Дубовыми листьями к Рыцарскому кресту Железного креста после того, как одержал 63 победы. 1 июля 1943 года он возглавил JG 2, сменив на этом посту Вальтера Эзау. 31 декабря 1943 года он одержал 90-ю победу, а 5 февраля 1944 года стал первым пилотом на Западном фронте, одержавшим 100 побед.
2 марта 1944 года Майер погиб в бою у Монмеди. Руководя атакой на группу американских бомбардировщиков, он был сбит истребителем сопровождения P-47 «Тандерболт». Посмертно был удостоен Рыцарского креста Железного креста с дубовыми листьями и мечами.

## Ранние годы и начало службы

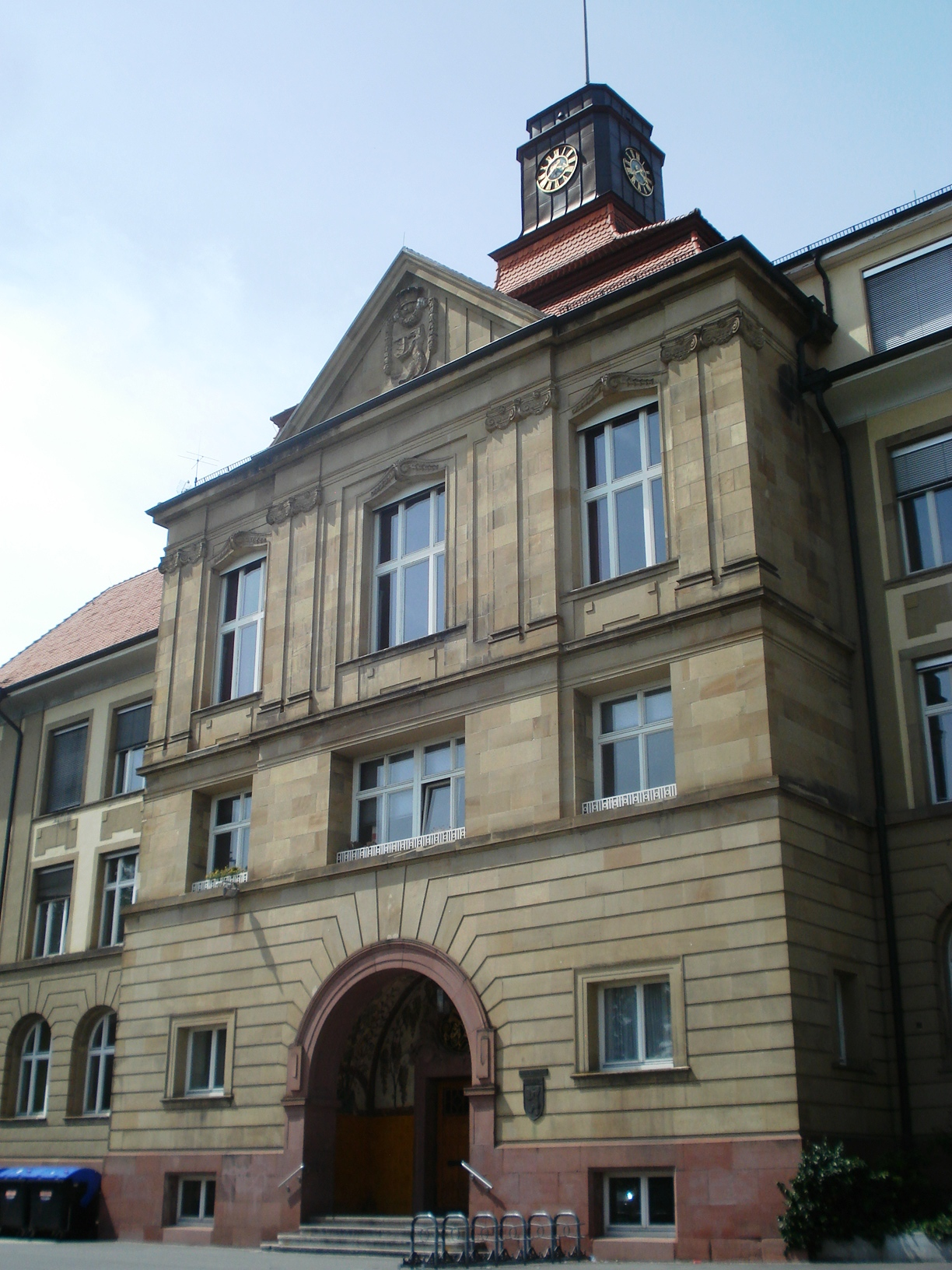
Гимназия Хегау

Эгон Майер родился 19 августа 1917 года в семье фермера в городе Констанц, расположенном на берегу Боденского озера и входившем в те годы в состав Великого герцогства Баден (Германская империя). Вырос на родительской ферме Хаузерхоф (нем. Hauserhof), свободное время проводил на аэродроме планеров в Белленберге (под Энгеном). Учился в реальной гимназии Лангемарк (нем. Langemarck-Realgymnasium), находившейся в Зингене. Гимназия носила в те годы имя в честь местечка Лангемарк, которое стало центром Фландрского сражения, а в настоящее время известна под названием Гимназия Хегау.
По окончании гимназии 1 ноября 1937 года Майер добровольцем поступил на службу в люфтваффе. Обучение проходил во 2-й лётной школе (нем. Luftkriegsschule 2) на аэродроме Гатов, в юго-западных окрестностях Берлина. Окончив курсы лётчика-истребителя, 1 августа 1939 года Майер был произведён в лейтенанты люфтваффе.

## Начало войны
25 октября 1939 года, спустя почти два месяца после начала Второй мировой войны, Майер был награждён Железным крестом 2-го класса, а 9 декабря 1939 года переведён во 2-ю истребительную эскадру люфтваффе Jagdgeschwader 2 (JG 2), носившую название «Рихтхофен» в честь аса Первой мировой войны Манфреда фон Рихтгофена. За всю последующую военную карьеру, если не учитывать кратковременное назначение в школу пилотов истребителей в Вернойхене, Майер нёс службу именно в JG 2. 13 июня 1940 года Майер, служивший в 6-й эскадрилье (6./JG 2), одержал свою первую победу на исходе французской кампании, сбив истребитель Morane-Saulnier MS.406 ВВС Франции.
В ходе битвы за Британию Майер часто совершал перелёты через Ла-Манш в качестве ведомого Хельмута Вика. Во время одного из боёв он был подбит и вынужден совершить жёсткую посадку на французском побережье; в другой раз Майер, чей самолёт был сбит, около часа плыл через Ла-Манш, прежде чем его спасли. 2-ю эскадру позже вывели с фронта в связи с огромными потерями техники. Проведя август 1940 года в школе пилотов истребителей Вернойхена на посту инструктора, Майер в сентябре 1940 вернулся на Западный фронт, продолжив службу в 3-й эскадрилье (3./JG 2), базирующейся во французском Бомон-ле-Роже. 7 октября в районе Портленда Майер одержал вторую победу, сбив британский «Харрикейн», а 15 ноября в районе Чичестера сбил ещё один «Харрикейн», будучи на тот момент лётчиком 8-й эскадрильи (8./JG 2).
10 июня 1941 года обер-лейтенант Майер был назначен командиром 7-й эскадрильи (7./JG 2) в составе Jagdgeschwader 2, база которой располагалась в местечках Сен-Поль и Брия. В промежуток с 17 июня по 23 июля 1941 года им были одержаны ещё 17 побед (в том числе две неподтверждённых), когда Майер сбил 16 истребителей «Спитфайр» и один бомбардировщик «Бленхейм», одержав сразу две победы 23 июля. 1 августа 1941 года Майер был награждён Рыцарским крестом Железного креста за 20 фактических побед, а в один день с ним были награждены ещё два пилота JG 2 — обер-лейтенант Эрих Лайе и обер-лейтенант Рудольф Пфланц. Церемония награждения была снята на плёнку и показана в кинотеатрах в рамках киножурнала Die Deutsche Wochenschau. 23 августа 1941 года Майер довёл число своих официальных побед до 20, сбив два «Спитфайра». К концу года Майер довёл число своих официальных побед до 28, сбив ещё семь «Спитфайров» и один бомбардировщик «Бленхейм».
12 февраля 1942 года силами люфтваффе проводилась операция «Удар молнии», которая являлась, в свою очередь прикрытием операции «Цербер» по передислокации немецких крупных кораблей из Западной Франции в Германию через Ла-Манш. В тот день Майер заявил о своей 29-й победе — над двухмоторным истребителем «Уэстленд Уирлуинд»: известно, что в тот день Королевские ВВС признали потерянными четыре таких самолёта из 137-й эскадрильи. 15 апреля 1942 года, сбив очередной «Спитфайр», он записал на свой счет 30-ю победу, а 25 апреля Майер объявил о победе ещё над четырьмя истребителями, доведя число побед до 38{. Истребительное командование ВВС Великобритании тогда подтвердило крупные потери своих самолётов: 15 истребителей были сбиты лётчиками JG 2 и JG 26. В частности, 118-я эскадрилья потеряла двух пилотов, сбитых JG 2 и погибших в результате крушения, а 501-я эскадрилья — ещё пятерых человек, сбитых над Шербуром (четверо погибли).
16 июля 1942 года Майер, на счету которого было 48 побед, был награждён Немецким крестом в золоте, а 31 июля одержал свою 49-ю победу, сбив «Спитфайр» у Селси-Билл. Офицер-лётчик Т. Кратка из 317-й эскадрильи был ранен в обе ноги, однако приземлился с парашютом в южной части Селси-Билл. 18 августа, за сутки до своего 25-летия, Майер одержал 50-ю официальную победу, сбив в 20 км к северо-востоку от Шербура «Спитфайр», а 19 августа, в день своего 25-летия, Майер, во время рейда союзников на Дьеп, сбил два истребителя «Спитфайр», одержав свою 51-ю и 52-ю победы. Истребительное командование британских ВВС подтвердило потерю 50 самолётов в боях против немцев, ещё 12 самолётов были повреждены. Потери немцев были намного меньше, однако к тому моменту эскадры JG 2 и JG 26 уже понесли большие потери и из-за большого количества повреждённых самолётов не могли эффективно действовать в течение дня. Майер был среди тех пилотов, которые официально предоставили данные о своих победах во второй половине дня.

## Командир группы

Боевая коробка из 12 бомбардировщиков B-17. Три боевые коробки составляют «групповую коробку» из 36 самолётов. Схема коробки:
1. Ведущий элемент
2. Верхний элемент
3. Нижний элемент
4. Нижайший элемент

В ноябре 1942 года Майер был произведён в гауптманы (капитаны) и 19 ноября назначен командиром III-й группы (III./JG 2). 23 ноября того же года Майер одержал свои первые победы над четырёхмоторными бомбардировщиками, сбив три американских самолёта — два B-17 «Летающая крепость» и один B-24 «Либерейтор». Вместе с пилотом Георгом-Петером Эдером Майер использовал лобовую атаку в качестве основной и наиболее эффективной тактики атаки американских тяжёлых бомбардировщиков, летевших в боевых коробках. Машина Майера зашла в лоб B-17: открыв с большой дистанции огонь с упреждением, он сделал резкий проход влево, по правой консоли крыла бомбардировщика. Завершив проход, он увидел, что крыло «крепости» отвалилось, а B-17, перевернувшись, свалился в штопор и взорвался в воздухе. Самолёт Майера не был обстрелян, так как на этот момент у B-17 в передней полусфере отсутствовали огневые точки. Вслед за Майером противника атаковали и другие немецкие пилоты: те, кто уходил вправо и влево, также не ощутили на себе оборонительного огня «крепостей». Те же, кто уходил вверх или вниз, тут же оказывались в зоне сильного огня бомбардировщиков. Три сбитых бомбардировщика в тот день позволили Майеру довести общее число своих побед до 55.
14 февраля 1943 года Майер записал на свой счёт три сбитых истребителя «Тайфун» и тем самым одержал победы с 60-й по 62-ю. В то же время истребительное командование британских ВВС потерь за этот день не подтвердило, хотя сутками ранее были признаны утраченными два истребителя «Тайфун» из 609-й эскадрильи (оба пилота погибли), сбитые истребителями Fw 190 из JG 2. 16 апреля того же года Майер сбил два бомбардировщика B-17, после чего был удостоен Дубовых листьев к Рыцарскому кресту Железного креста, став их 232-м кавалером в вермахте. 11 мая ему торжественно вручил награду Адольф Гитлер в здании Рейхсканцелярии, а 1 июня он был произведён в майоры люфтваффе. 
22 июня Майер во время очередного вылета обнаружил группу истребителей «Спитфайр»: в ходе воздушного боя он заявил, что им был сбит один самолёт и ещё один повреждён. Истребительное командование подтвердило потерю пять истребителей в тот день, однако четыре из них были сбиты эскадрой Jagdgeschwader 1 (JG 1). Пятым сбитым самолётом управлял офицер-лётчик Дж. Уотлингтон из 400-й эскадрильи, который попал в плен и был освобождён в 1944 году.

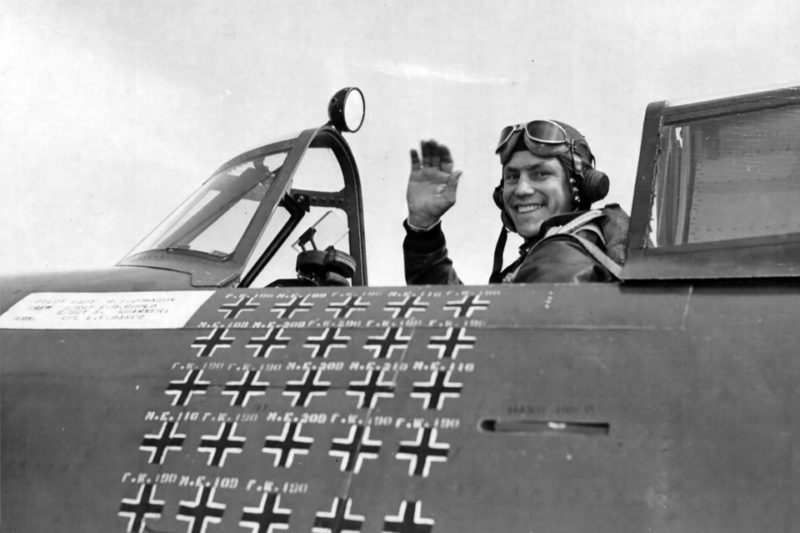
Американский ас Роберт Джонсон за штурвалом Republic P-47 Thunderbolt, 13 апреля 1944 года

26 июня, по мнению некоторых историков, состоялся бой Эгона Майера против американского аса Роберта Джонсона, второго лейтенанта 56-й истребительной группы 8-й воздушной армии. Согласно этой версии, во время возвращения с боевого задания истребитель Джонсона P-47D Thunderbolt вступил в бой с несколькими истребителями Fw 190 и получил серьёзные повреждения. Поскольку фонарь кабины Джонсона не открывался, а гидравлическая жидкость и масло заляпали лобовое стекло самолёта, закрыв американцу обзор, Майер воспользовался этим и зашёл «на шесть часов» с целью нанесения решающего удара по уже потрёпанному истребителю. Первая выпущенная Майером очередь, однако, не вывела машину Джонсона из строя; ещё два последующих подхода Майера также оказались безуспешными. Когда у немца закончились боеприпасы, он подлетел к Джонсону, отдал ему честь и отправился на базу. Американец всё же сумел посадить машину не покидая её, в ней он насчитал более 200 пробоин. Также, по его словам, 20-мм пушечный снаряд разорвался у него прямо над головой, из-за чего открыть фонарь он попросту не смог. Ряд авторов выражает сомнения в том, что Майер действительно вступал в бой с Джонсоном: в документах по III-й группе 2-й эскадры люфтваффе (III./JG 2) нет никаких свидетельств о победах или потерях в этот день, равно как и нет никаких прямых указаний на участие Майера в подобном бою. Более того, Майеру ошибочно приписывают уничтожение ещё трёх американских P-47 в этот день, хотя в документах по группе подобных побед на счету Майера не значится.

## Командир эскадры
1 июля 1943 года Майер в звании оберст-лейтенанта (подполковника) был назначен командиром 2-й эскадры «Рихтхофен», сменив на этом посту оберста (полковника) Вальтера Эзау. Командиром III-й группы, вместо Майера, был назначен командир 8-й эскадрильи, гауптман (капитан) Бруно Штолле. 
14 июля Майером были сбиты два бомбардировщика B-17. В тот день самолёты 305-й бомбардировочной группы участвовали в авианалёте в районе Парижа. Майер удерживал позиции над Эврё, уничтожая вражеские истребители сопровождения и ожидая «поток бомбардировщиков». 305-я группа провела бомбардировку, не встретив изначально сопротивления, однако затем её атаковали два истребителя Fw 190, за штурвалом одного из которых был Майер. Навигатор Эд Бёрфорд описывал атаку следующим образом:

Кто бы это ни был, он вытворял захватывающие акробатические трюки перед нашим 102-м боевым крылом, прежде чем нанести смертельный удар по головной машине 422-й бомбардировочной эскадрильи в нижнем ряду. Атака случилась в 8:18 у Этампа, к юго-западу от Парижа. После попаданий, пришедшихся между двигателем № 2 и фюзеляжем, а также двигателями № 3 и № 4, самолёт наклонился и ушёл в штопор. Каким-то невероятным образом семь человек успели выпрыгнуть с парашютами. Я прежде никогда не видел такой плотности огня, направленного на один самолёт и его ведомого. Совершенно обескураживает, что мы при этом не попали ни разу.
Оригинальный текст (англ.)Whoever it was gave a riveting display of aerobatics out in front of our entire 102nd Combat Wing before slashing in to fatally damage the leading ship of the 422nd Bombardment Squadron in the low slot. The attack took place at 08:18 near Etampes, southwest of Paris. After fires broke out between the #2 and the fuselage, and between the #3 and #4 engines, the ship nosed down in a spin - somehow seven men managed to hit the silk. I had never seen such a tremendous volume of tracer go after that one plane with a wingman in tow. Downright discouraging to hit nothing but air.

В то же время со стороны Майера подобного поведения никогда не наблюдалось: историки полагают, что всё это произошло из-за радиопомех, а именно из-за попытки Майера привлечь внимание своих подчинённых, когда он обнаружил группу бомбардировщиков без сопровождения. Заявленная Майером первая в тот день победа по времени точно совпадает со временем, когда 305-я бомбардировочная группа подтвердила потерю бомбардировщика: им был самолёт B-17F-1-34-DL, бортовой номер 42-3190, машина была в составе 322-й экспедиционной разведывательной эскадрильи. Этот самолёт был сбит примерно в 10 км к северу от Эврё в 7:43, а второй бомбардировщик B-17, относившийся к 94-й бомбардировочной группе, был сбит в тот день Майером в 8:24 к юго-западу от Парижа.
22 августа того же года Майеру были засчитаны ещё две победы над «Спитфайрами», которые были сбиты в 19:56 и 20:10. Всего 2-й эскадрой в тот день были сбиты шесть самолётов в промежуток между 19:50 и 20:15. Из лётчиков 66-й британской эскадрильи один погиб, второй избежал попадания в плен; из лётчиков 485-й эскадрильи один погиб, два попали в плен, один избежал попадания в плен и сумел добраться до Великобритании. 27 августа им был сбит ещё один «Спитфайр», 3 сентября — два B-17.
6 сентября 1943 года Майер в течение 19 минут сбил три американских бомбардировщика B-17, доведя число своих побед до 80. Как было установлено, силы 8-й воздушной армии в тот день организовали крупный налёт на Штутгарт, потеряв 45 самолётов сбитыми. 22 сентября им были сбиты ещё два «Спитфайра» под Эврё, которые пилотировали лётчики 308-й польской истребительной эскадрильи британских ВВС: один пилот погиб, второй эвакуировался. 1 декабря Майер сбил четыре истребителя P-47 и бомбардировщик B-17, а 31 декабря подбил бомбардировщик B-24, одержав свою 90-ю официальную победу.
7 января 1944 года Майер записал на свой счёт ещё 4 победы: три B-24 и один B-17 были сбиты им в окрестностях Орлеана. 4 февраля вблизи Аргона им был сбит истребитель P-47 из американской 56-й истребительной группы, который стал единственным американским самолётом, потерянным 8-м истребительным командованием в этот день. Однако эта победа была примечательна тем, что оказалась 100-й в карьере Майера, и он, таким образом, стал первым пилотом истребителя люфтваффе, который одержал 100 побед исключительно на Западном фронте. 6 февраля 1944 года он одержал ещё две победы над истребителями P-47, доведя число побед до 102 — это были его последние победы.

## Гибель
2 марта 1944 года близ Монмеди Майер пилотировал свой Fw 190 A-6 (заводской номер 470468), возглавляя штабное звено эскадры и часть истребителей III-й группы (всего 14 Fw 190). Они атаковали группу B-17 в районе Седана. Но его отряд не заметил сопровождение из 29 истребителей P-47, летевших на 1500 м выше строя бомбардировщиков. Машина Майера была атакована с дистанции порядка 370 метров и получила попадания в капот и кабину. Выполнив «бочку» Майер ушёл в крутое пике, но врезался в землю в 2,4 км от Монмеди. В тот же день Майера посмертно наградили Рыцарским крестом Железного креста с Дубовыми листьями и Мечами. Он был изначально похоронен на кладбище Бомон-ле-Роже, а в 1955 году останки были перезахоронены на военном кладбище Сен-Дезир-де-Лизьё, недалеко от Лизьё (Нормандия).
Усилиями историка Нормана Фортье было установлено, что в тот день Майера сбил лейтенант ВВС США Уолтер Грэшем (англ. Walter Gresham), лётчик 358-й истребительной эскадрильи из 355-го истребительного крыла. Личность Грэшема удалось установить благодаря кадрам, снятым на фотопулемёт и благодаря показаниям ведомого, который вынужден был выйти из боя.

## Список побед
Джон Форман и Эндрю Мэттьюс, основываясь на данных Федерального архива Германии, установили, что Эгоном Майером были одержаны официально 102 победы в воздушных боях, также на его счету ещё пять неподтверждённых побед. Все эти победы были одержаны исключительно на Западном фронте, среди сбитых им самолётов — 26 четырёхмоторных бомбардировщиков.
Информация о победах заносилась на специальную карту с координатной сеткой, напротив каждой победы указывался квадрат с буквами PQ (сокращение от Planquadrat) — например, PQ 14 West 3853. Карта люфтваффе с координатной сеткой (нем. Jägermeldenetz) охватывала всю Европу, Европейскую территорию Советского Союза и Северную Африку. Каждый квадрат на карте представлял собой прямоугольник размером 15 минут широты на 30 минут долготы (площадь около 930 км²). Квадрат делился на 36 маленьких секторов прямоугольной формы размерами 4 x 3 км.
| Хроника воздушных побед | Хроника воздушных побед | Хроника воздушных побед | Хроника воздушных побед | Хроника воздушных побед                                | Хроника воздушных побед | Хроника воздушных побед | Хроника воздушных побед | Хроника воздушных побед | Хроника воздушных побед                      |
| --- | ----------------------- | ----------------------- | ----------------------- | ------------------------------------------------------ | ----------------------- | ----------------------- | ----------------------- | ----------------------- | -------------------------------------------- |
| Жёлтым цветом и символом пик ♠ обозначаются победы из цикла 5 и более за день. Фиалковым цветом и тире – обозначаются неподтверждённые победы, которые не были записаны на счёт Майера. Зелёным цветом и астериском * обозначается бомбардировщик, который получил серьёзные повреждения и вышел из боя, что засчитывается в качестве победы. Телесным цветом и знаком вопроса ? обозначаются победы, данные по которым не являются точными (исследователи Йохен Прин, Герхард Штеммер, Петер Родайке, Винфрид Бок, Эндрю Мэттьюс и Джон Форман) |                         |                         |                         |                                                        |                         |                         |                         |                         |                                              |
| Победа | Дата                    | Время                   | Самолёт                 | Место                                                  | Победа                  | Дата                    | Время                   | Самолёт                 | Место                                        |
| 6./JG 2 Битва за Францию: 10 мая — 25 июня 1940 |                         |                         |                         |                                                        |                         |                         |                         |                         |                                              |
| 1 | 13 июня 1940            | 18:00                   | MS.406                  |                                                        |                         |                         |                         |                         |                                              |
| 3./JG 2 Битва за Британию и бои над Ла-Маншем: 26 июня 1940 — 21 июня 1941 |                         |                         |                         |                                                        |                         |                         |                         |                         |                                              |
| 2? | 7 октября 1940          | 17:00                   | Hurricane               | к северо-западу от Портленда                           |                         |                         |                         |                         |                                              |
| 8./JG 2 Битва за Британию и бои над Ла-Маншем: 26 июня 1940 — 21 июня 1941 |                         |                         |                         |                                                        |                         |                         |                         |                         |                                              |
| 3? | 15 ноября 1940          | 17:10                   | Hurricane               | Чичестер                                               |                         |                         |                         |                         |                                              |
| 7./JG 2 Битва за Британию и бои над Ла-Маншем: 26 июня 1940 — 21 июня 1941 |                         |                         |                         |                                                        |                         |                         |                         |                         |                                              |
| 4 | 17 июня 1941            | 17:50                   | Spitfire                | к северу от Шербура-Октевиля                           |                         |                         |                         |                         |                                              |
| 7./JG 2 Западный фронт: 22 июня — 31 декабря 1941 |                         |                         |                         |                                                        |                         |                         |                         |                         |                                              |
| — | 23 июня 1941            | —                       | Spitfire                |                                                        | 16                      | 21 июля 1941            | 08:52                   | Spitfire                |                                              |
| — | 23 июня 1941            | —                       | Spitfire                |                                                        | 17                      | 23 июля 1941            | 13:14                   | Spitfire                | Эперлекский лес                              |
| 5 | 24 июня 1941            | 20:42                   | Spitfire                | Гравлин/Рамсгит                                        | 18                      | 23 июля 1941            | 13:20                   | Spitfire                | Эперлекский лес                              |
| 6 | 25 июня 1941            | 16:33                   | Spitfire                | Сент-Омер/Булонь-сюр-Мер                               | 19                      | 21 августа 1941         | 10:20                   | Spitfire                |                                              |
| 7 | 2 июля 1941             | 12:38                   | Blenheim                |                                                        | 20                      | 21 августа 1941         | 14:50?                  | Spitfire                |                                              |
| 8 | 2 июля 1941             | 13:55?                  | Spitfire                |                                                        | 21                      | 27 август 1941          | 09:30                   | Hurricane               | к северо-западу от Ле-Туке-Пари-Плаж         |
| 9 | 3 июля 1941             | 11:46                   | Spitfire                |                                                        | 22                      | 16 сентября 1941        | 19:32                   | Spitfire                | окрестности Булони                           |
| 10 | 3 июля 1941             | 15:36                   | Spitfire                |                                                        | 23                      | 16 сентября 1941        | 19:40                   | Spitfire                |                                              |
| 11 | 5 июля 1941             | 12:36?                  | Spitfire                |                                                        | 24                      | 20 сентября 1941        | 16:32                   | Spitfire                |                                              |
| 12 | 9 июля 1941             | 14:05                   | Spitfire                |                                                        | 25                      | 2 октября 1941          | 15:14                   | Spitfire                | Па-де-Кале                                   |
| 13 | 10 июля 1941            | 12:08                   | Spitfire                |                                                        | 26                      | 13 октября 1941         | 15:34                   | Spitfire                | над морем, в окрестностях Булони             |
| 14 | 12 июля 1941            | 19:26                   | Spitfire                |                                                        | 27                      | 21 октября 1941         | 13:00                   | Spitfire                |                                              |
| 15 | 12 июля 1941            | 19:28                   | Spitfire                |                                                        | 28                      | 21 октября 1941         | 16:10                   | Spitfire                |                                              |
| 7./JG 2 Западный фронт: 1 января — 31 декабря 1942 |                         |                         |                         |                                                        |                         |                         |                         |                         |                                              |
| 29 | 12 февраля 1942         | 14:38                   | Whirlwind               | к северу от Остенде                                    | 40                      | 4 мая 1942              | 10:39                   | Spitfire                |                                              |
| 30 | 15 апреля 1942          | 16:20?                  | Spitfire                |                                                        | 41                      | 4 мая 1942              | 15:48                   | Spitfire                |                                              |
| — | 15 апреля 1942          | —                       | Spitfire                |                                                        | 42                      | 6 мая 1942              | 12:29                   | Spitfire                |                                              |
| 31 | 16 апреля 1942          | 15:30                   | Spitfire                |                                                        | 43                      | 3 июня 1942             | 15:35                   | Spitfire                | окрестности Шербура                          |
| 32 | 16 апреля 1942          | 15:33                   | Spitfire                |                                                        | 44                      | 3 июня 1942             | 15:40                   | Spitfire                | окрестности Шербура                          |
| 33 | 17 апреля 1942          | 09:35                   | Spitfire                |                                                        | 45                      | 6 июня 1942             | 17:22                   | Spitfire                | Шербур/мыс Леви                              |
| — | 17 апреля 1942          | —                       | Spitfire                |                                                        | 46                      | 6 июня 1942             | 17:22                   | Spitfire                | Шербур/мыс Леви                              |
| — | 17 апреля 1942          | —                       | Spitfire                |                                                        | 47                      | 23 июня 1942            | 19:30                   | Spitfire                | около мыса Старт-Пойнт                       |
| 34 | 17 апреля 1942          | 16:05                   | Boston                  | окрестности Шербура                                    | 48                      | 23 июня 1942            | 19:32                   | Spitfire                | около мыса Старт-Пойнт                       |
| 35 | 25 апреля 1942          | 09:45                   | Spitfire                |                                                        | 49                      | 31 июля 1942            | 18:09                   | Spitfire                | к югу от Селси-Билл                          |
| 36 | 25 апреля 1942          | 16:17                   | Spitfire                |                                                        | 50                      | 18 августа 1942         | 11:28                   | Spitfire                | в 20 км к северо-востоку от Шербура          |
| 37 | 25 апреля 1942          | 16:25                   | Spitfire                |                                                        | 51                      | 19 августа 1942         | 16:03                   | Hurricane               | в 3 км к северу от Дьеппа                    |
| 38 | 25 апреля 1942          | 16:29                   | Spitfire                |                                                        | 52                      | 19 августа 1942         | 16:05                   | Spitfire                | в 5 км к северу от Дьеппа                    |
| 39 | 30 апреля 1942          | 11:43                   | Spitfire                |                                                        |                         |                         |                         |                         |                                              |
| Штаб III./JG 2 Западный фронт: 1 января — 31 декабря 1942 |                         |                         |                         |                                                        |                         |                         |                         |                         |                                              |
| 53 | 23 ноября 1942          | 13:25                   | B-17                    | PQ 14 West 3853                                        | 55                      | 23 ноября 1942          | 14:00                   | B-24                    | PQ 14 West 4855                              |
| 54 | 23 ноября 1942          | 13:34                   | B-17                    | к западу от устья Луары                                | 56                      | 30 декабря 1942         | 11:42                   | B-17                    | Груа                                         |
| Штаб III./JG 2 Западный фронт: 1 января — 31 декабря 1943 |                         |                         |                         |                                                        |                         |                         |                         |                         |                                              |
| 57* | 3 января 1943           | 11:32                   | B-17                    | 4 км к юго-западу от Сен-Назера                        | 62                      | 14 февраля 1943         | 12:12                   | «Тайфун»                | 15 км к северо-западу от Кале PQ 05 Ost 1288 |
| 58 | 3 января 1943           | 11:35                   | B-17                    | 10 км к югу от Сен-Назера 5 км к западу от устья Луары | 63                      | 16 апреля 1943          | 14:05                   | B-17                    | PQ 14 West 48346 PQ 14 West 4829             |
| 59 | 11 февраля 1943         | 12:10                   | Spitfire                | 18 км к северо-западу от Булони                        | 64?                     | 16 апреля 1943          | 14:22                   | B-17                    | PQ 14 West 4834                              |
| 60 | 14 февраля 1943         | 11:36                   | «Тайфун»                | 30 км к северо-западу от Кале PQ 05 Ost 1287           | 65                      | 29 мая 1943             | 16:35                   | B-17                    | PQ 14 West 2938 PQ 14 West 2928              |
| 61 | 14 февраля 1943         | 11:40                   | «Тайфун»                | 20 км к востоку от Дувра PQ 05 Ost 1284                | 66                      | 29 мая 1943             | 17:35                   | B-17                    | PQ 14 West 3072 PQ 14 West 3871              |
| Штаб JG 2 Западный фронт: 1 января — 31 декабря 1943 |                         |                         |                         |                                                        |                         |                         |                         |                         |                                              |
| 67 | 4 июля 1943             | 12:36                   | B-17                    | PQ 04 Ost 1965                                         | 80                      | 6 сентября 1943         | 12:29                   | B-17                    | Ланс                                         |
| 68 | 4 июля 1943             | 12:58                   | B-17                    | PQ 15 West 1065                                        | 81                      | 22 сентября 1943        | 17:17                   | Spitfire                | к востоку от Лизьё к востоку от Эврё         |
| 69 | 14 июля 1943            | 07:43                   | B-17                    | 10 км к северу от Эврё                                 | 82                      | 22 сентября 1943        | 17:20                   | Spitfire                | к востоку от Лизьё к северу от Эврё          |
| 70 | 14 июля 1943            | 08:24                   | B-17                    | Лез-Эссар-ле-Руа, к юго-западу от Парижа               | —                       | 25 октября 1943         | —                       | B-25                    | к северо-западу от Бреста                    |
| 71 | 30 июля 1943            | 10:30                   | B-17                    | PQ 05 Ost 0422                                         | —                       | 25 октября 1943         | —                       | B-25                    | к северо-западу от Бреста                    |
| 72 | 16 августа 1943         | 10:37                   | P-47                    | Сеннвилль-сюр-Фекам                                    | 83                      | 5 ноября 1943           | 13:39                   | P-47                    | Райдт                                        |
| 73 | 22 августа 1943         | 19:56                   | Spitfire                | PQ 05 Ost 0028, Кани-Барвиль                           | 84                      | 5 ноября 1943           | 13:51                   | P-47                    | PQ 05 Ost NL-5 Алкен, к югу от Хасселта      |
| 74 | 22 августа 1943         | 20:10                   | Spitfire                | Понт-Оту, к юго-востоку от Понт-Одеме                  | 85♠                     | 1 декабря 1943          | 12:50                   | P-47                    | PQ 05 Ost NL/ML Жамблу-Юи                    |
| 75 | 27 августа 1943         | 09:45                   | Spitfire                | Танкарвиль                                             | 86♠                     | 1 декабря 1943          | 12:51?                  | P-47                    | PQ 05 Ost NL/ML окрестности Льежа            |
| 76 | 3 сентября 1943         | 10:40                   | B-17                    | Ла-Гаярд Байёль                                        | 87♠                     | 1 декабря 1943          | 12:53                   | P-47                    | PQ 05 Ost NL/MK окрестности Жамблу           |
| 77 | 3 сентября 1943         | 11:25                   | B-17                    | PQ 14 West 2935 Байёль                                 | 88♠                     | 1 сентября 1943         | 12:53                   | P-47                    | окрестности Лёвена                           |
| 78 | 6 сентября 1943         | 12:10                   | B-17                    | 3 км к западу от Майи-ле-Кан                           | 89♠                     | 1 декабря 1943          | 13:10                   | B-17                    | PQ 05 Ost KH Шельда, Зирикзе                 |
| 79 | 6 сентября 1943         | 12:17                   | B-17                    | 7 км к западу от Труа                                  | 90                      | 31 декабря 1943         | 12:18                   | B-24                    | PQ 14 West AE-9 к югу от Альби               |
| Штаб JG 2 Западный фронт: 1 января — 2 марта 1944 |                         |                         |                         |                                                        |                         |                         |                         |                         |                                              |
| 91 | 4 января 1944           | 16:02                   | B-26                    | близ Дьеппа                                            | 97                      | 7 января 1944           | 13:15                   | B-24                    | Бувилль                                      |
| 92 | 4 января 1944           | 16:05                   | Spitfire                | близ Дьеппа                                            | 98                      | 7 января 1944           | 13:18                   | B-17                    | Ле-Бюиссон, Дрё                              |
| 93 | 5 января 1944           | 10:55                   | P-47                    | к северо-западу от Лаваля                              | 99                      | 14 января 1944          | 15:32                   | P-38                    | Ла-Е-ле-Конт                                 |
| 94 | 5 января 1944           | 10:55                   | P-47                    | Марен                                                  | 100                     | 5 февраля 1944          | 12:49                   | P-47                    | Аргей, к югу от Форж-лез-О                   |
| 95 | 7 января 1944           | 13:05                   | B-24                    | к северо-востоку от Орлеана                            | 101                     | 6 февраля 1944          | 11:12                   | P-47                    | PQ CG-9                                      |
| 96 | 7 января 1944           | 13:06                   | B-24                    | к северо-востоку от Орлеана                            | 102                     | 6 февраля 1944          | 11:14                   | P-47                    | PQ CG-9                                      |

## Награды
- Нагрудный знак «За ранение» в серебре[62]
- Авиационная планка люфтваффе для пилотов истребителей в золоте с отметкой «300»[62]
- Знак лётчика и пилота-наблюдателя[62]
- Железный крест (1939)
  - 2-го класса (25 октября 1939 года)[63]
  - 1-го класса (май 1940 года)[63]
- Немецкий крест в золоте (16 июля 1942 года) — оберлейтенант 7-й эскадрильи JG 2 (7./JG 2)[64]
- Рыцарский крест Железного креста с дубовыми ветвями и мечами
  - Рыцарский крест (1 августа 1941 года) — лейтенант запаса, лётчик JG 2[65][66][m]
  - 232-е Дубовые листья (16 апреля 1943 года) — гауптман и командир[нем.] 3-й группы JG 2 (III./JG 2)[67][68][69]
  - 51-е мечи (2 марта 1944 года) — оберст-лейтенант и командир[нем.] JG 2[67][70][71]

## Комментарии
1. ↑  Курсы обучения лётчиков люфтваффе делились на четыре уровня: A1, A2, B1 и B2. К уровню A относились теоретическое и практическое обучение пилотажу, навигация, дальние перелёты и посадка с неработающими двигателями[англ.]. К уровню B относились полёты на большой высоте, полёты по приборам, посадки в ночное время суток и управление самолётом в сложных ситуациях[3].
2. ↑  Организационно истребительная эскадра состояла из трёх-чертырех групп и одного штабного звена. В штабном звене летал командир группы и офицеры его штаба. Группы в литературе обычно обозначаются римскими цифрами. Краткая запись в виде I./JG2 означает что это I-я группа эскадры JG2. А Stab I./JG2 означает что это штабное звено I-й группы. В каждую группу входили три-четыре эскадрильи и своё штабное звено. Нумерация эскадрилий в эскадре была сквозной и велась арабскими цифрами. Обозначение 4./JG2 обозначает что это 4-я эскадрилья эскадры JG2  С 22.06.1940 по 21.09.1943 в состав эскадры JG2 входили три строевых группы, в каждой по три эскадрильи - 1, 2 и 3 составляли I группу, 4, 5 и 6 - II-ю и 7, 8 и 9 - III-ю группу.
3. ↑  Согласно Мэттьюсу и Форману — в составе 3-й группы[4].
4. ↑  Согласно Мэттьюсу и Форману — в составе 7-й эскадрильи[4].
5. ↑  Согласно Мэттьюсу и Форману — в 14:30[4].
6. ↑  Согласно Мэттьюсу и Форману — в 18:36[4].
7. ↑  Согласно Мэттьюсу и Форману — в 13:38[4].
8. ↑  Согласно Мэттьюсу и Форману — в 16:29[4].
9. ↑  Прайн, Штеммер, Родайке и Бок не подтверждают эту победу[57].
10. 1 2  Мэттьюс и Форман не подтверждают эту победу[53].
11. ↑  Согласно Мэттьюсу и Форману — в 12:50[61].
12. ↑  Прайн, Штеммер, Родайке и Бок не подтверждают эту победу[60].
13. ↑  Согласно Вайту Шерцеру — лейтенант, лётчик 3-й группы JG 2 (III./JG 2)[67]